# Taxideinae
Subfamília dos Mustelidae que inclui como única espécie existente o texugo-americano (Taxidea americana).

## Taxonomia da Subfamília Taxideinae
- Chamitataxus Owen, 2006
  - Chamitataxus avitus Owen, 2006 - Mioceno Superior, Formação Chamita, Novo México, EUA
- Taxidea
  - Taxidea taxus - texugo-americano
- Pliotaxidea
  - Pliotaxidea nevadensis
  - Pliotaxidea garberi